# Dutch Food Valley Classic 2009
La Dutch Food Valley Classic 2009, ventiquattresima edizione della corsa, valida come evento dell'UCI Europe Tour 2009 categoria 1.HC, si svolse il 16 maggio 2009 su un percorso di 209,4 km. Fu vinta dall'olandese Kenny van Hummel, che terminò la gara in 4h 40' 35" alla media di 44,692 km/h.
Furono 92 i ciclisti che portarono a termine la competizione.

## Ordine d'arrivo (Top 10)
| Pos. | Corridore        | Squadra       | Tempo    |
| ---- | ---------------- | ------------- | -------- |
| 1    | Kenny van Hummel | Skil-Shimano  | 4h40'35" |
| 2    | Graeme Brown     | Rabobank      | s.t.     |
| 3    | Steven de Jongh  | QuickStep     | s.t.     |
| 4    | Jürgen Roelandts | Silence       | s.t.     |
| 5    | André Schulze    | PSK Whirlpool | s.t.     |
| 6    | Tom Leezer       | Rabobank      | s.t.     |
| 7    | Bram Schmitz     | Van Vliet     | s.t.     |
| 8    | Wim Stroetinga   | Team Milram   | s.t.     |
| 9    | Simone Cadamuro  | Amica Chips   | s.t.     |
| 10   | Maarten Neyens   | Topsport Vl.  | s.t.     |